# Tailândia nos Jogos Olímpicos de Verão de 1984
A Tailândia competiu nos Jogos Olímpicos de Verão de 1984, realizados em Los Angeles, Estados Unidos.